# CCDC50
CCDC50 (англ. Coiled-coil domain containing 50) – білок, який кодується однойменним геном, розташованим у людей на короткому плечі 3-ї хромосоми.  Довжина поліпептидного ланцюга білка становить 306 амінокислот, а молекулярна маса — 35 822.
| 10         |  | 20         |  | 30         |  | 40         |  | 50         |
| ---------- |  | ---------- |  | ---------- |  | ---------- |  | ---------- |
| MAEVSIDQSK |  | LPGVKEVCRD |  | FAVLEDHTLA |  | HSLQEQEIEH |  | HLASNVQRNR |
| LVQHDLQVAK |  | QLQEEDLKAQ |  | AQLQKRYKDL |  | EQQDCEIAQE |  | IQEKLAIEAE |
| RRRIQEKKDE |  | DIARLLQEKE |  | LQEEKKRKKH |  | FPEFPATRAY |  | ADSYYYEDGG |
| MKPRVMKEAV |  | STPSRMAHRD |  | QEWYDAEIAR |  | KLQEEELLAT |  | QVDMRAAQVA |
| QDEEIARLLM |  | AEEKKAYKKA |  | KEREKSSLDK |  | RKQDPEWKPK |  | TAKAANSKSK |
| ESDEPHHSKN |  | ERPARPPPPI |  | MTDGEDADYT |  | HFTNQQSSTR |  | HFSKSESSHK |
| GFHYKH     |  |            |  |            |  |            |  |            |

A: Аланін

C: Цистеїн

D: Аспарагінова кислота

E: Глутамінова кислота

F: Фенілаланін

G: Гліцин

H: Гістидин

I: Ізолейцин

K: Лізин

L: Лейцин

M: Метіонін

N: Аспарагін

P: Пролін

Q: Глутамін

R: Аргінін

S: Серин

T: Треонін

V: Валін

W: Триптофан

Кодований геном білок за функцією належить до фосфопротеїнів. 
Задіяний у таких біологічних процесах як поліморфізм, ацетиляція, альтернативний сплайсинг. 
Локалізований у цитоплазмі.